# Victorien Sardou
Victorien Sardou (n. 5 septembrie 1831, Paris, Franța – d. 8 noiembrie 1908, Paris, A Treia Republică Franceză) a fost un dramaturg francez. El este cel mai bine amintit astăzi pentru realizarea, împreună cu Eugène Scribe, a „pieselor bine făcute”. El a scris, de asemenea, mai multe piese care au fost transformate în opere populare ale secolului al XIX-lea precum La Tosca (1887), din care este inspirată opera Tosca (1900) a lui Giacomo Puccini, și Fedora de Umberto Giordano, o lucrare care a popularizat pălăria fedora.
Își datorează succesul actriței Pauline Dejazet, pentru care a scris o parte din cele 70 de piese ale sale.

## Primii ani

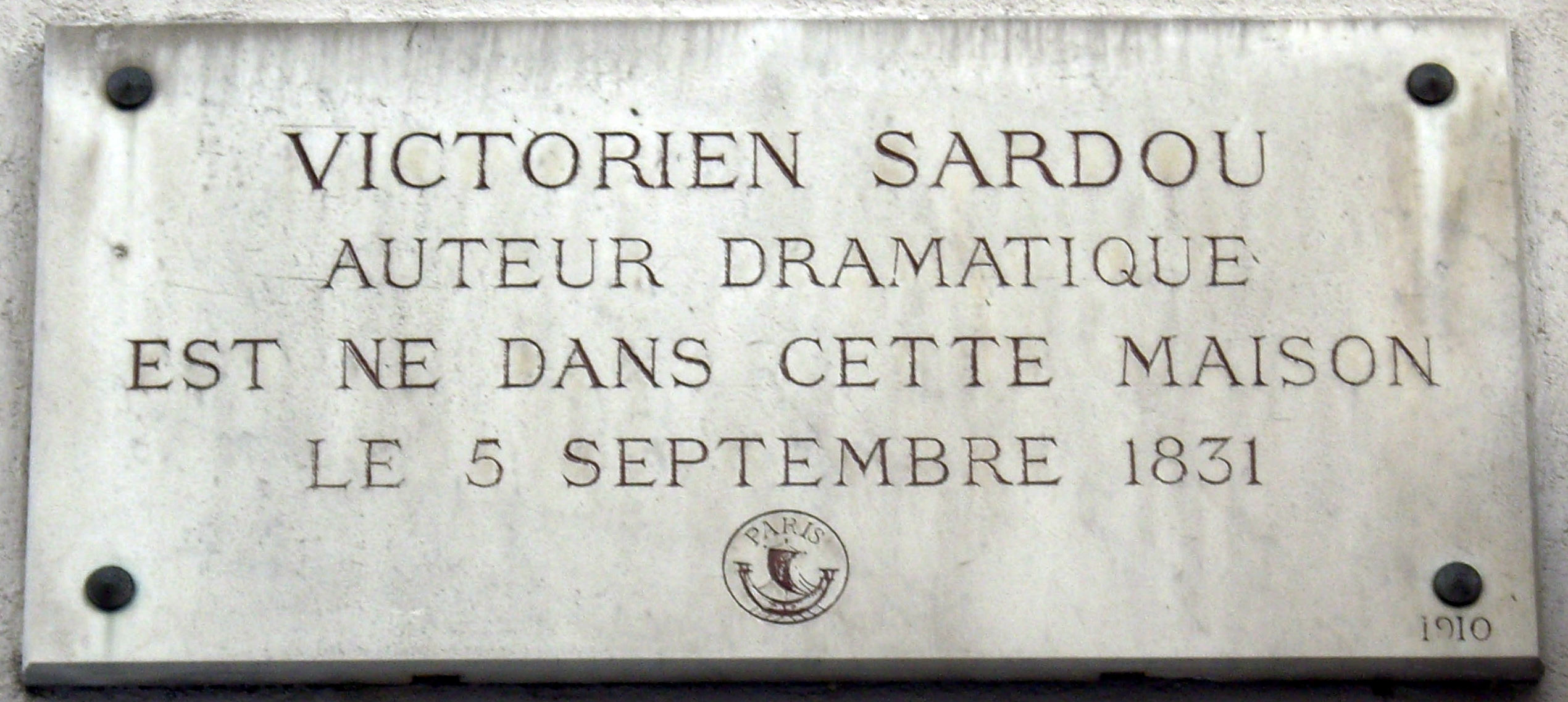
Placă comemorativă pe casa din arondismentul 4 în care s-a născut Sardou

Victorien s-a născut în strada Beautreillis din Paris pe 5 septembrie 1831. Familia Sardou locuise inițial în Le Cannet, un sat de lângă Cannes, unde deținuse o moșie, pe care erau plantați măslini. Înghețul dintr-o noapte a ucis toți copacii și familia a fost ruinată. Tatăl lui Victorien, Antoine Léandre Sardou, a venit la Paris în căutarea unui loc de muncă. El a fost pe rând contabil la un centru comercial, profesor de contabilitate, directorul unei școli provinciale, apoi profesor particular și director de școală la Paris, redactând cărți de gramatică, dicționare și tratate pe diverse subiecte. Cu toate aceste ocupații, a reușit cu greu să-și întrețină familia și, atunci când s-a retras în regiunea sa natală, Victorien a trebuit să se descurce după propriile posibilități. El a început să studieze medicina, dar a trebuit să renunțe din lipsă de fonduri. A predat limba franceză pentru elevii străini: de asemenea, el a ținut studenților lecții de limba latină, istorie și matematică și a scris articole pentru enciclopedii ieftine.

## Cariera
În același timp, el încerca să facă progrese în lumea literară. Talentul său a fost încurajat de o veche membră a Societății Blue Stockings, Mme de Bawl, care publicase romane și se bucura de o bună reputație în perioada Restaurației, dar ea a putut face puțin pentru protejatul ei. Victorien Sardou a făcut eforturi pentru a atrage atenția lui Rachel Félix și pentru a-i câștiga susținerea prin trimiterea unei drame, La Reine Ulfra, inspirată dintr-o veche cronică suedeză. O piesă de-a lui, La Taverne des étudiants, a fost reprezentată la Odéon pe 1 aprilie 1854, dar a avut parte de o recepție furtunoasă, din cauza unui zvon că un debutant a fost instruit și însărcinat de guvern să-i insulte pe studenți. La Taverne fost retrasă după cinci spectacole. O altă dramă a lui Sardou, Bernard Palissy, a fost acceptată la același teatru, dar înțelegerea a fost anulată ca urmare a schimbării conducerii teatrului. O piesă canadiană, Fleur de Liane, ar fi fost reprezentată la Teatrul Ambigu, dacă nu ar fi murit directorul teatrului între timp. Le Bossu, pe care a scris-o pentru Charles Albert Fechter, nu l-a mulțumit pe actor; și atunci când piesa a fost reprezentată cu succes, au fost trecuți alți autori, printr-un aranjament nefericit. Sardou i-a prezentat lui Adolphe Lemoine, directorul teatrului Gymnase, o piesă intitulată Paris à l'envers, care conținea scene de dragoste, ulterior atât de faimoase, în Nos Intimes. Montigny a crezut de cuviință să-l consulte pe Eugène Scribe, care a fost revoltat de scena în cauză.
În 1857, Sardou a simțit durerile eșecului său și nenorocirile lui au culminat cu un atac de febră tifoidă. El trăia în sărăcie și era pe moarte într-o mansardă, înconjurat de manuscrisele respinse. O femeie care locuia în aceeași casă i-a venit pe neașteptate în ajutor. Numele ei a fost Dra de Brécourt. Ea avea relații la teatru și a fost favorita domnișoarei Déjazet. Ea l-a îngrijit, l-a vindecat și, când a fost din nou bine, l-a prezentat ca prietenul ei. Déjazet tocmai înființase teatrul care-i purta numele și fiecare spectacol după La Taverne a fost pus în scenă la acest teatru. Norocul a început să-i zâmbească autorului.
Este adevărat că Candide, prima piesa pe care a scris-o pentru dra Déjazet, a fost oprită de cenzură, dar Les Premières Armes de Figaro, Monsieur Garat și Les Prés Saint Gervais, produse aproape în succesiune, au avut parte de reprezentații splendide. Garat și Gervais au fost puse în scenă la Teatrul de Varietăți și în limba engleză, la Teatrul Criterion din Londra. Les Pattes de mouche (1860, ulterior anglicizată ca A Scrap of Paper) a obținut un succes similar la Gymnase.

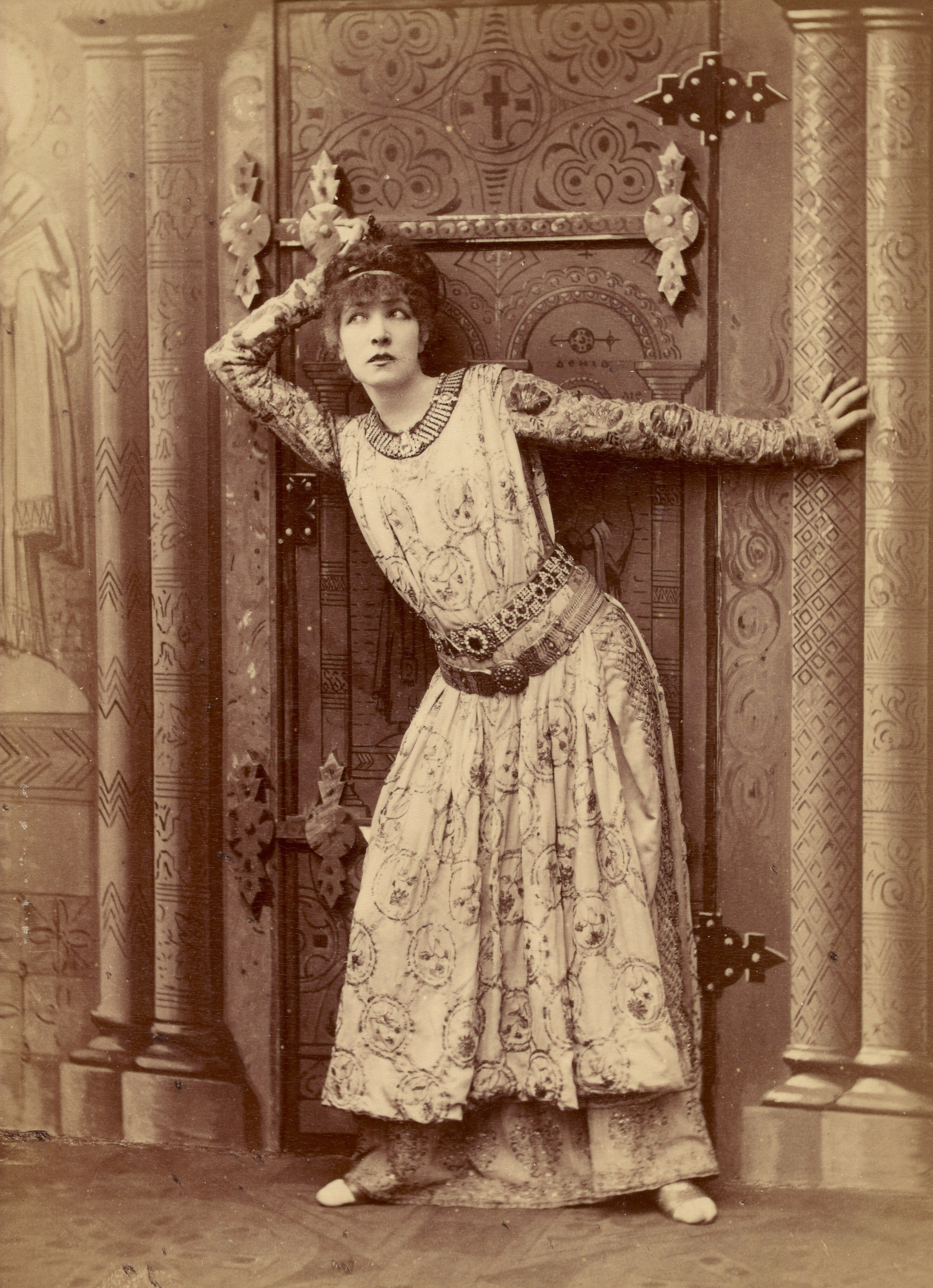
Sarah Bernhardt în rolul titular din piesa Théodora a lui Sardou în 1884

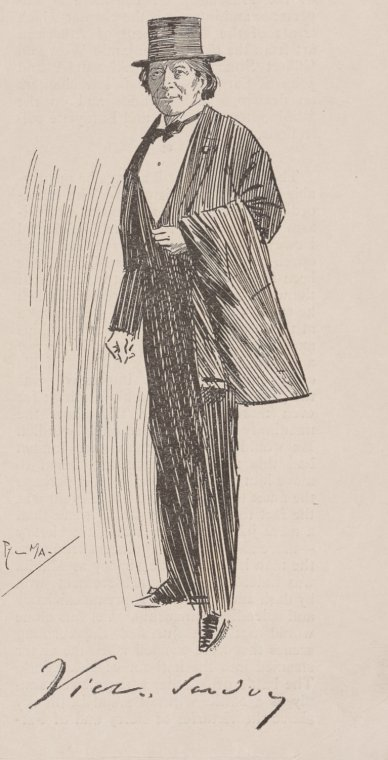
O schiță a lui Sardou din 1899

Fédora (1882) a fost scrisă în mod expres pentru Sarah Bernhardt, la fel ca multe dintre piesele sale ulterioare. Acesta a fost ulterior adaptată de Umberto Giordano într-o operă intitulată Fedora. Piesa trata nihilismul, care fusese inventat în Părinți și copii de Ivan Turgheniev. Mai târziu el a introdus elemente istorice puternice în unele dintre dramele sale romantice. Astfel, el a împrumutat Théodora  (1884) din analele bizantine (care a fost, de asemenea, adaptată într-o operă de Xavier Leroux), La Haine (1874) din cronicile italiene, La Duchesse d'Athénes din cronicile uitate ale Greciei medievale. Patrie! (1869) se bazează pe dezvoltarea Geuzen-ului olandez la sfârșitul secolului al XVI-lea și a fost transformată într-o operă populară de Emile Paladihle în 1886. O scenă din La Sorcière (1904) se petrece în Spania în secolul al XVI-lea. Revoluția Franceză i-a inspirat trei piese de teatru, Les Merveilleuses, Thermidor (1891) și Robespierre (1899). Piesa Gismonda (1894) a fost adaptată într-o operă a lui Henry Février. Ultima menționată a fost scrisă în mod expres pentru Sir Henry Irving si pusă în scenă la Teatrul Lyceum din Londra, așa cum a fost și Dante (1903). Epoca Napoleoniană a fost reînviată în La Tosca (1887).

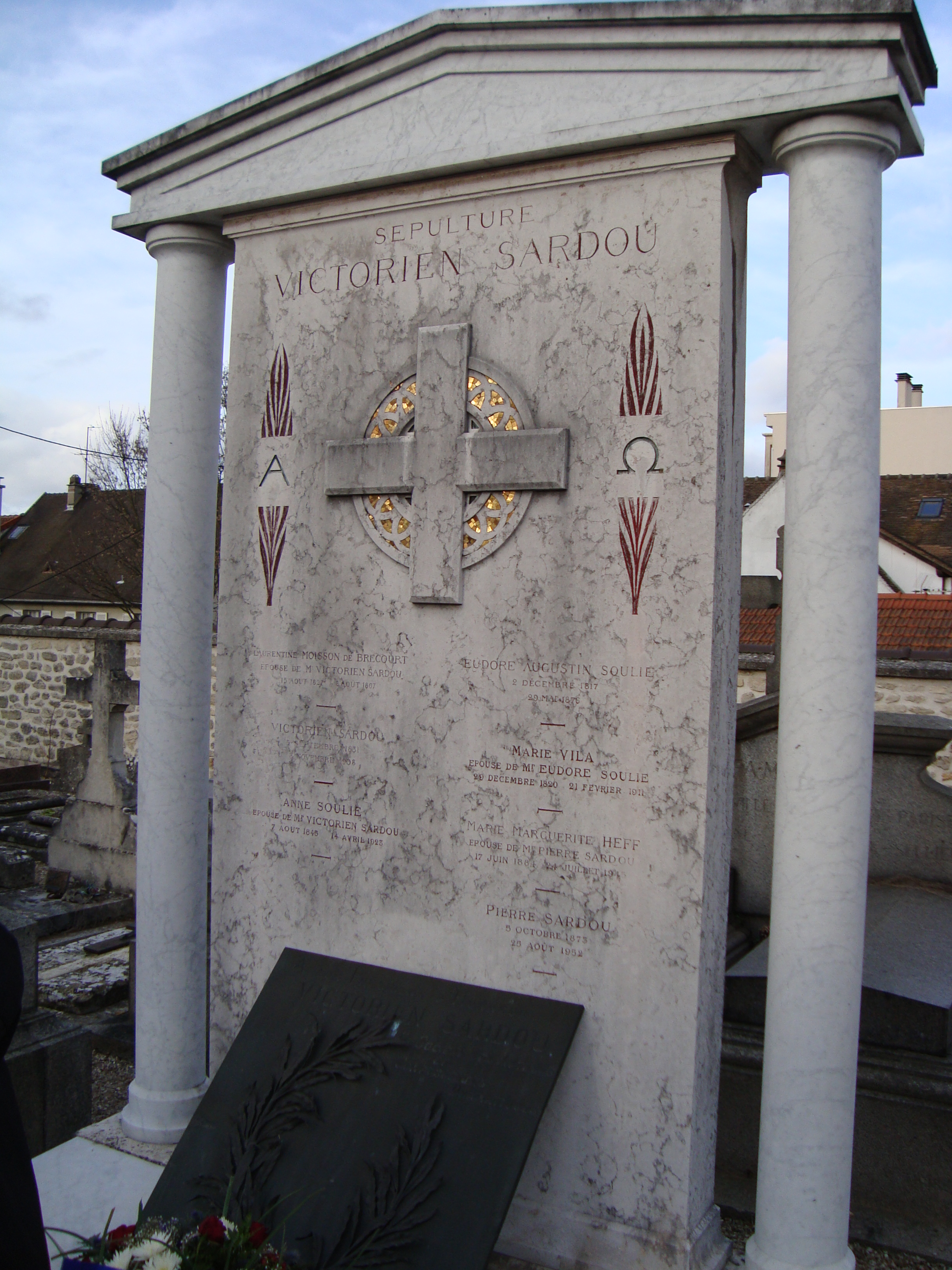
Mormântul lui Sardou din Marly-le-Roi

Madame Sans-Gêne (1893) a fost scrisă special pentru Gabrielle Réjane ca soția binevoitoare a mareșalului Lefevre. Piesa a fost tradusă în engleză și interpretată de Irving și Ellen Terry la Teatrul Lyceum. Piese ulterioare au fost La Pisie (1905) și Le Drame des poisons (1907). În multe din aceste piese de teatru, cu toate acestea, era prea evident că un strat subțire de cunoștințe istorice, dobândite în acest scop, fusese pus în mod artificial pentru a acoperi gândurile și sentimentele moderne. Dar puține dintre ele — Patrie! și La Haine (1874), de exemplu — prezintă o înțelegere adevărată a pasiunilor puternice ale veacurilor trecute. L'Affaire des Poisons (1907) a fost reprezentată la Théâtre de la Porte Saint-Martin și avea un foarte mare succes public la momentul morții sale. Piesa se referea la camarila nefastă din timpul regelui Ludovic al XIV-lea al Franței. Spre sfârșitul vieții sale, Sardou a realizat mai multe înregistrări în care el însuși citea pasaje din operele sale, inclusiv o scenă din Patrie!.

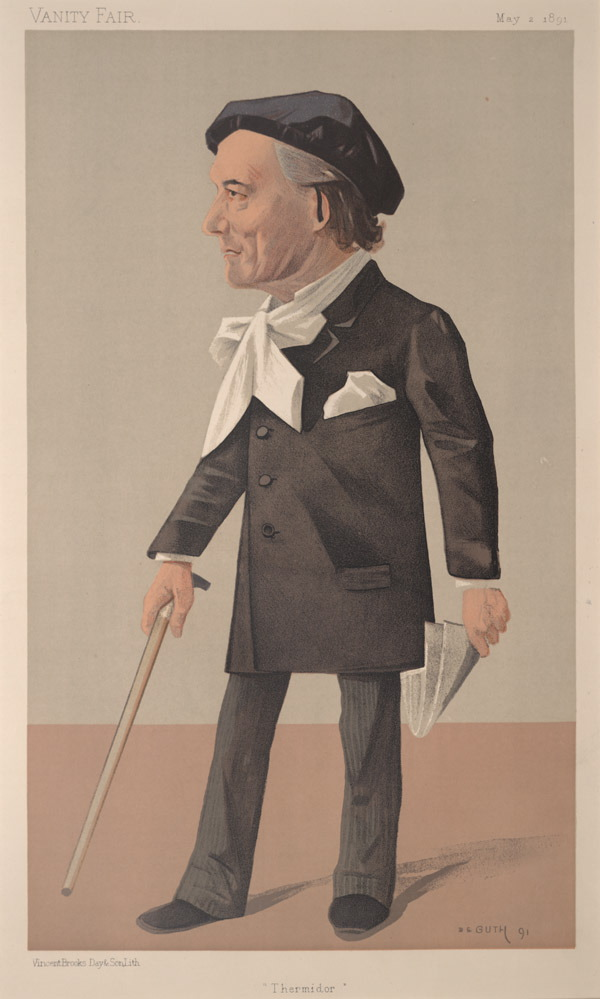
Caricatură de Jean B. Guth, publicată în Vanity Fair (1891)

## Viața personală și moartea
Sardou s-a căsătorit cu binefăcătoarea sa, Mlle de Brécourt, dar opt ani mai târziu el a devenit văduv și, curând după Revoluția din 1870, s-a căsătorit a doua oară cu Mlle Soulié pe 17 iunie 1872, fiica eruditului Eudore Soulié, care administra de mai mulți ani Musée de la Versailles. El a fost ales în Academia Franceză în locul poetului Joseph Autran (1813-1877) și a devenit oficial membru pe 22 mai 1878. El a locuit o perioadă în Castelul Marly.
El a fost decorat cu ordinul Legiunea de onoare în 1863 și a fost ales membru al Academiei Franceze în anul 1877. Sardou a murit pe 8 noiembrie 1908 la Paris. El a fost bolnav pentru o lungă perioadă de timp. Cauza oficială a morții a fost congestia pulmonară.

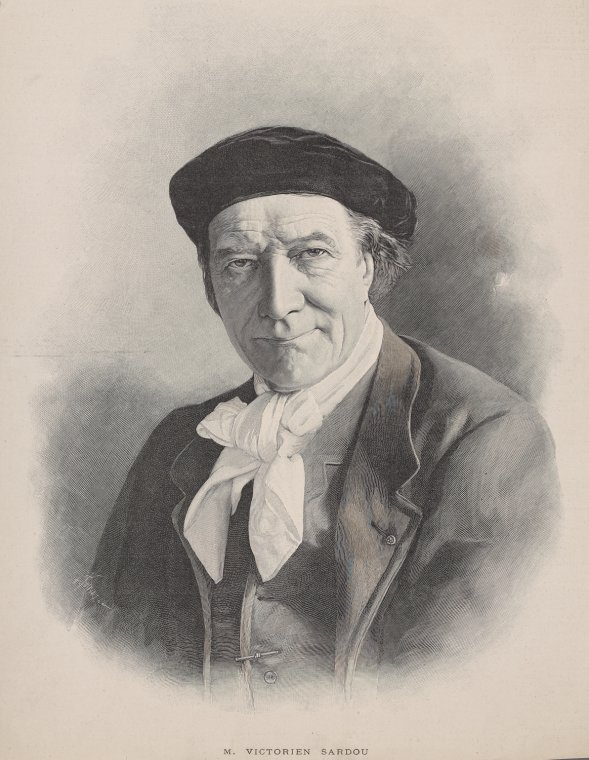
Sardou în 1901

## Opera

### Piese de teatru
- La Taverne des étudiants (1854)

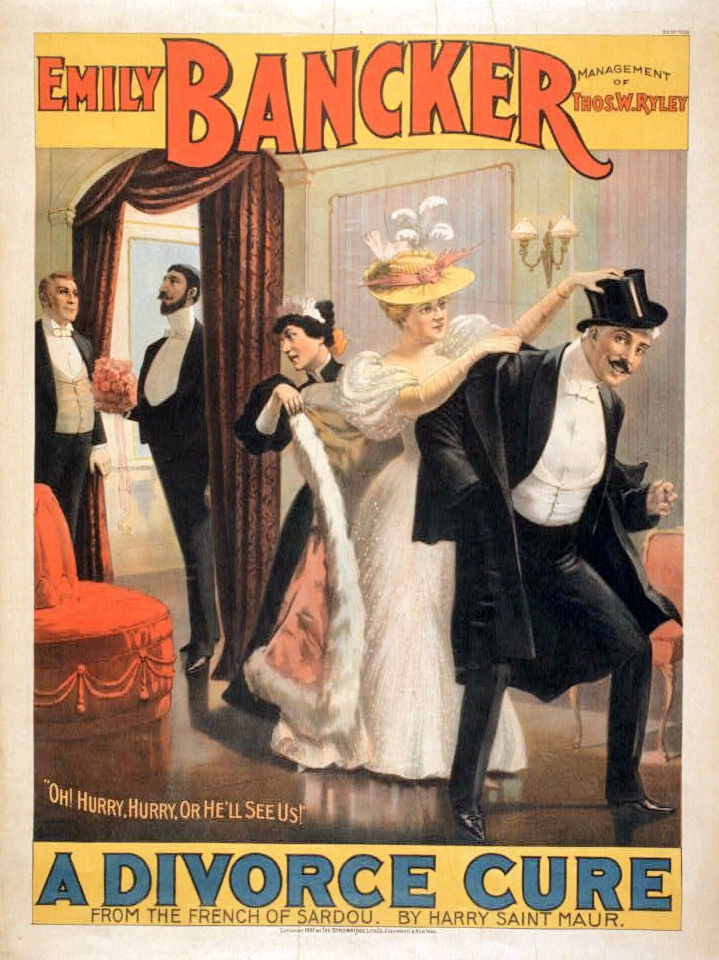
Afiș pentru un spectacol din 1897 cu piesa A Divorce Cure

- Les Premières Armes de Figaro (1859), cu Emile Vanderbuch
- Les Gens nerveux (1859), cu Théodore Barrière
- Les Pattes de mouche (A Scrap of Paper; 1860)
- Monsieur Garat (1860)
- Les Femmes fortes (1860)
- L'écureuil (1861)
- L'Homme aux pigeons (1861), ca Jules Pélissié
- Onze Jours de siège (1861)
- Piccolino (1861), cu Charles-Louis-Etienne Nuitter și muzică de Ernest Guiraud
- Nos Intimes! (1861)
- Chez Bonvalet (1861), ca Jules Pélissié, împreună cu Henri Lefebvre
- La Papillonne (1862)
- La Perle Noire (The Black Pearl; 1862)
- Les Prés Saint-Gervais (1862), cu Philippe Gille și muzică de Charles Lecocq
- Les Ganaches (1862)
- Bataille d'amour (1863), cu Karl Daclin și muzică de Auguste Vaucorbeil
- Les Diables noirs (1863)
- Le Dégel (1864)
- Don Quichotte (1864), rearanjată de Sardou și Charles-Louis-Etienne Nuitter și muzică de Maurice Renaud
- Les Pommes du voisin (1864)
- Le Capitaine Henriot (1864), de Sardou și Gustave Vaez, muzică de François-Auguste Gevaert
- Les Vieux Garçons (1865)
- Les Ondines au Champagne (1865), ca Jules Pélissié, împreună cu Henri Lefebvre, muzică de Charles Lecocq
- La Famille Benoîton (1865)
- Les Cinq Francs d'un bourgeois de Paris (1866), cu Dunan Mousseux și Jules Pélissié
- Nos Bons Villageois (1866)
- Maison neuve (1866)
- Séraphine (1868)
- Patrie! (Fatherland) (1869), revizuită ulterior în 1886 cu muzică de Emile Paladilhe
- Fernande (1870)
- Le roi Carotte (1872), muzică de Jacques Offenbach
- Les Vieilles Filles (1872), cu Charles de Courcy
- Andréa (1873)
- L’Oncle Sam (Uncle Sam; 1873)
- Les Merveilleuses (1873), muzică de Félix Hugo
- Le Magot (1874)
- La Haine (Hatred; 1874), muzică de Jacques Offenbach
- Ferréol (1875)
- L'Hôtel Godelot (1876), cu Henri Crisafulli
- Dora (1877)
- Les Exilés (1877), cu Gregorij Lubomirski și Eugène Nus
- Les Bourgeois de Pont-Arcy (1878)
- Les Noces de Fernande (1878), cu Émile de Najac și muzică de Louis-Pierre Deffès
- Daniel Rochat (1880)
- Divorçons! (Let’s Get a Divorce; 1880), cu Émile de Najac
- Odette (1881)
- Fédora  (1882)
- Théodora (1884), revizuită ulterior în 1907 împreună cu Paul Ferrier și muzică de Xavier Leroux
- Georgette (1885)
- Le Crocodile (1886), cu muzică de Jules Massenet
- La Tosca (1887)
- Marquise (1889)
- Belle-Maman (1889), cu Raymond Deslandes
- Cléopâtre (1890), cu Émile Moreau și muzică de Xavier Leroux[20]
- Thermidor (1891)
- Madame Sans-Gêne (1893), cu Émile Moreau
- Gismonda (1894)
- Marcelle (1895)
- Spiritisme (1897)
- Paméla (1898)
- Robespierre (1899)
- La Fille de Tabarin (1901), cu Paul și muzică de Gabriel Pierné
- Les Barbares (1901), cu Pierre-Barthélemy Gheusi, muzică de Camille Saint-Saëns
- Dante (1903), with Émile Moreau
- La Sorcière (The Sorceress; 1903)
- Fiorella (1905), cu Pierre-Barthélemy Gheusi și muzică de Amherst Webber
- L'Espionne (1906)
- La Pisie (1906)
- L'Affaire des Poisons (1908), ca Jules Pélissié [21]

### Cărți
- Rabàgas (1872)
- Daniel Rochet (1880)

### Adaptări dramatice
- Nos Intimes! (1862), tradusă de Horace Wigan ca Friends or Foes?
- La Papillonne (1864), tradusă de Augustin Daly ca Taming of a Butterfly
- Le Degel (1864), tradusă de Vincent Amcotts ca Adonis Vanquished
- Les Ganaches (1869) tradusă și adaptată de Thomas William Robertson ca Progress
- Nos Intimes! (1872), tradusă de George March ca Our Friends
- Les Pres Saint-Gervais (1875), tradusă și adaptată de Robert Reece
- Divorçons! (1882), tradusă ca Cyprienne
- Patrie! (1886), o operă de Emile Paladihle
- Fedora (1898), o operă de Umberto Giordano
- Robespierre, tradusă de Laurence Irving
- Tosca (1900), o operă de Giacomo Puccini
- Les Merveilleuses (1907), adaptată de Basil Hood ca The Merveilleuses
- Théodora (1907), o operă de Xavier Leroux
- Madame Sans-Gêne (1915), o operă de Umberto Giordano
- Gismonda  (1919), o operă de Henry Février